# Parmigianino

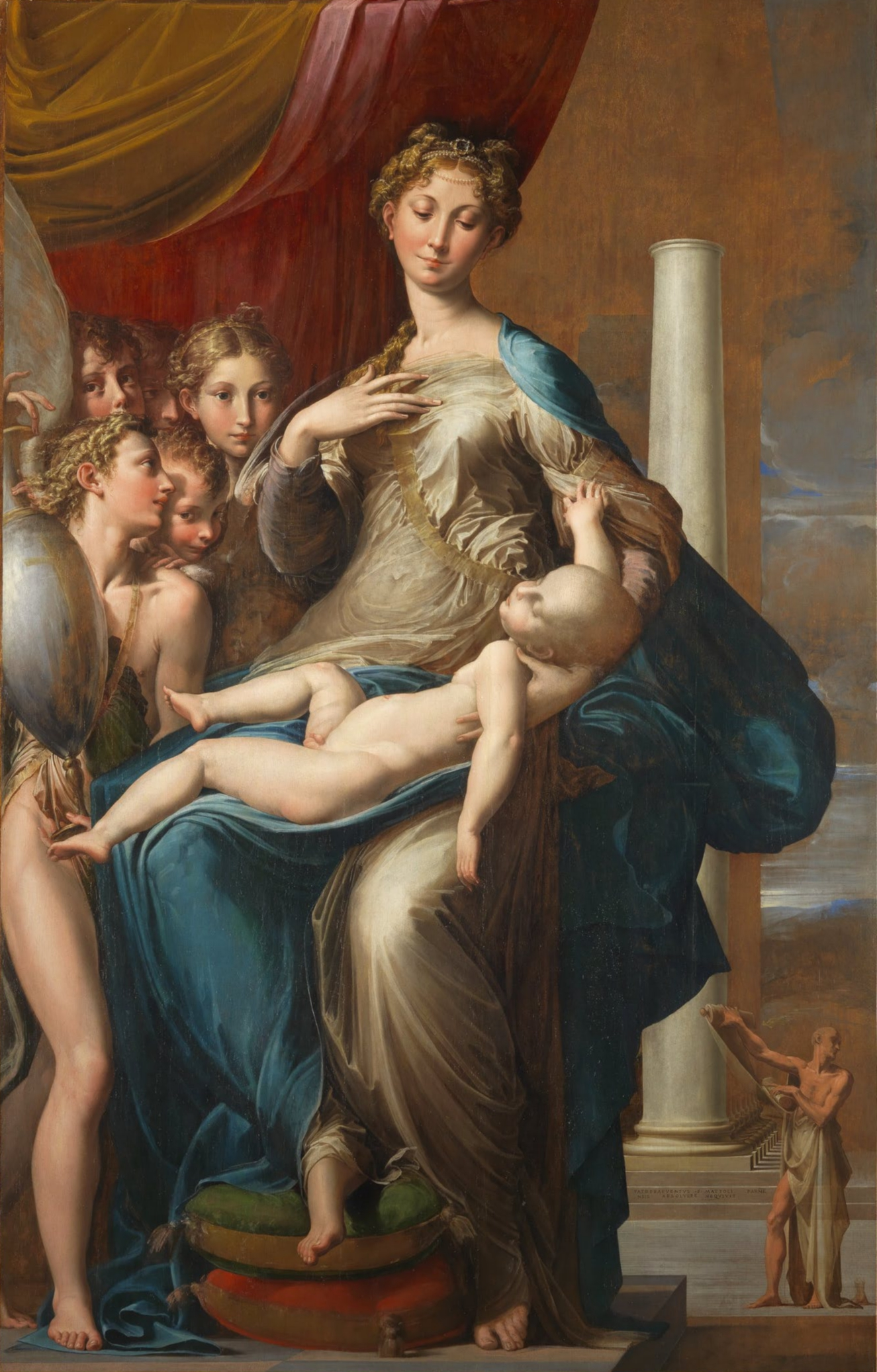
Madonna met de lange nek, 1534-1540; Uffizi, Florence

Parmigianino (uitspraak: pärmējänē'nō) of Parmigiano geboren als Girolamo Francesco Maria Mazzola (Parma, 11 januari 1503 - Casalmaggiore, 24 augustus 1540) was een Italiaanse schilder en etser. Zijn werknaam Parmigianino is Italiaans voor de kleine Parmezaan (afkomstig uit Parma). Parmigianino's werken worden meestal tot het Maniërisme van de Renaissance schilderkunst gerekend. Parmigianino wordt door kenners vaak bestempeld als een van de gevoeligste kunstenaars uit het Maniërisme.

## Jeugd
Parmigianino werd geboren als achtste kind van het gezin. Toen hij twee jaar oud was, overleed zijn vader aan de pest. De kinderen werden daarna opgevoed met steun van vooral hun twee ooms Michele Ilario en Pier Ilario. Deze waren schilders. In 1515 kreeg een van de twee ooms opdracht een kapel in de San Giovanni Evangelista te versieren met fresco's. Uiteindelijk maakte de jonge Parmigianino het werk af. Dat hij getalenteerder was dan zijn twee ooms bleek toen hij op zijn achttiende het altaarwerk Huwelijk van St. Catherina voor de Santa Maria in Bardi voltooide. Dit werk bevindt zich in de Galleria nazionale di Parma en net als bij andere werken uit zijn beginperiode is de grote invloed te zien van Antonio da Correggio.

## Naar Viadana en Rome
In 1521 trok Parmigianino samen met Girolamo Mazzola Bedoli, een aangetrouwde neef, naar Viadana. Daar werkte hij ook in San Giovanni en ontmoette Correggio. Een jaar later kreeg hij de opdracht om een deel van de kathedraal van San Giovanni te versieren, maar hij rondde de opdracht niet af. In 1524 trok hij naar Rome. Daar werkt onder meer samen met zijn oom Pier Ilario en Bedoli. Ze kregen onder meer de opdracht een kerk te versieren in Lauro. Parmigianino schilderde daar een zelfportret, met behulp van een bolle spiegel, zoals hij laat zien in het schilderij.

## Naar Bologna en Parma
Drie jaar later verliet hij Rome wegens de Plundering van Rome. Hij trok naar Bologna, waar hij aan het altaarstuk Madonna en Kind met St. Margareta en andere Heiligen werkte. In 1530 keerde hij terug in zijn geboorteplaats Parma. Daar kreeg hij allerlei opdrachten, onder meer om twee altaarstukken te maken voor de Santa Maria della Steccata in aanbouw. Maar zowel de kerk als de werken konden niet afgemaakt worden. In 1540 stierf Parmigianino op 37-jarige leeftijd in Casalmaggiore toen hij daar werkte aan een project.

## Werken
- Madonna met de lange nek, 1534–40, olieverf op paneel, 216 x 132 cm, Uffizi, Florence
- Zelfportret in a bolle spiegel, ca. 1524; olieverf op paneel, diameter 24.4 cm; Kunsthistorisches Museum, Wenen
- Visioen van Sint Hieronimus, (National Gallery, Londen)
- Cupido, ca. 1523-24, Kunsthistorisches Museum, Wenen )
- Madonna en Kind, 1525, Galleria Doria-Pamphili, Rome )
- Portret van een man met boek (Toegeschreven, York City Art Gallery)
- De Besnijdenis, Detroit Institute of Arts
- Antea (portret van een jonge vrouw), Capodimonte Museum, Napels
- De Turkse slavin, Galleria nazionale, Parma
- Heilige Familie met Kind, Maria Magdalena en Johannes de Doper, Capodimonte Museum, Napels
- De bekering van Paulus, Kunsthistorisches Museum, Wenen
- Sint Roch en Donor, Gamba Kapel San Petronio, Bologna
- Allegorisch Portret van Karel V, New York
- De Annunciatie, Metropolitan Museum of Art, New York

## Galerij

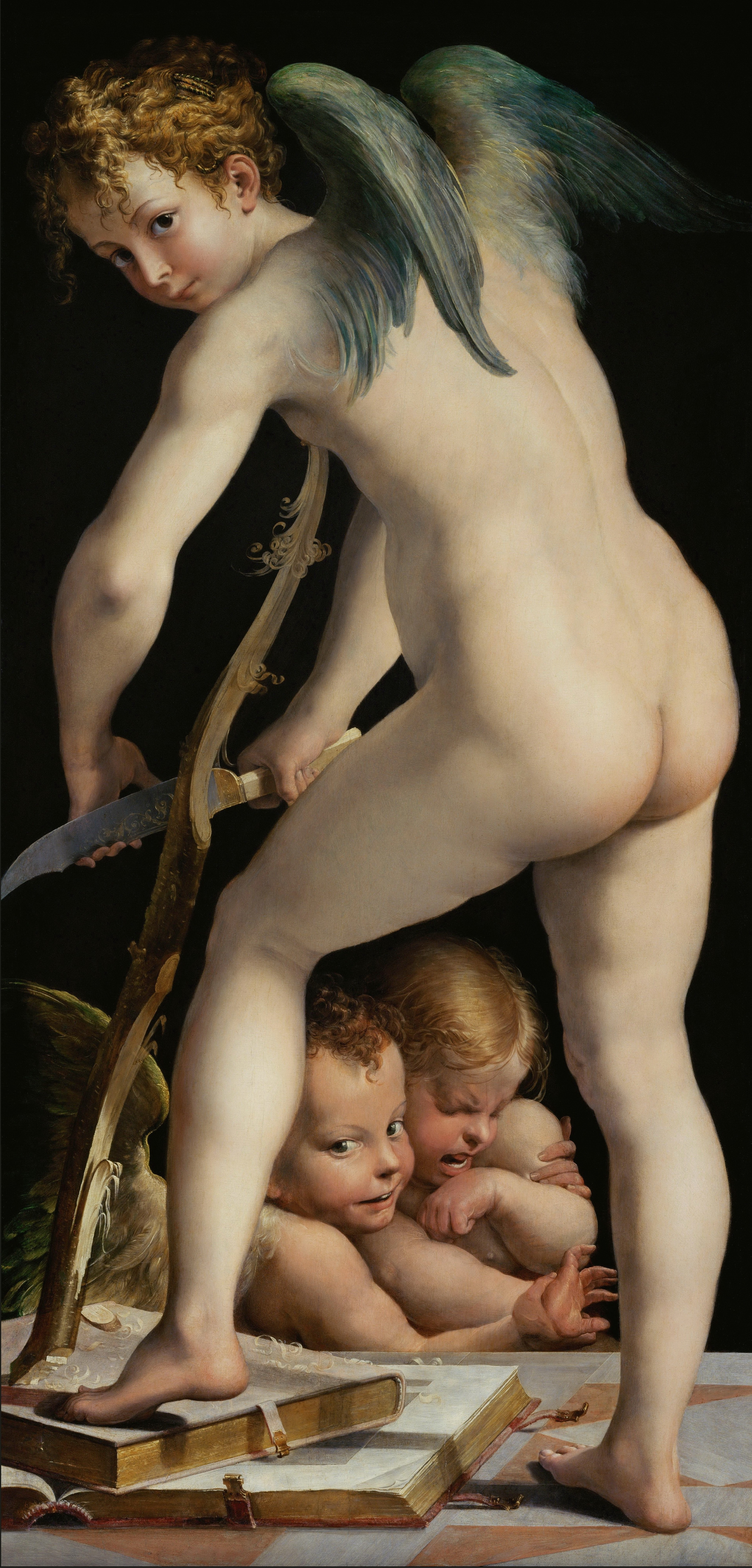
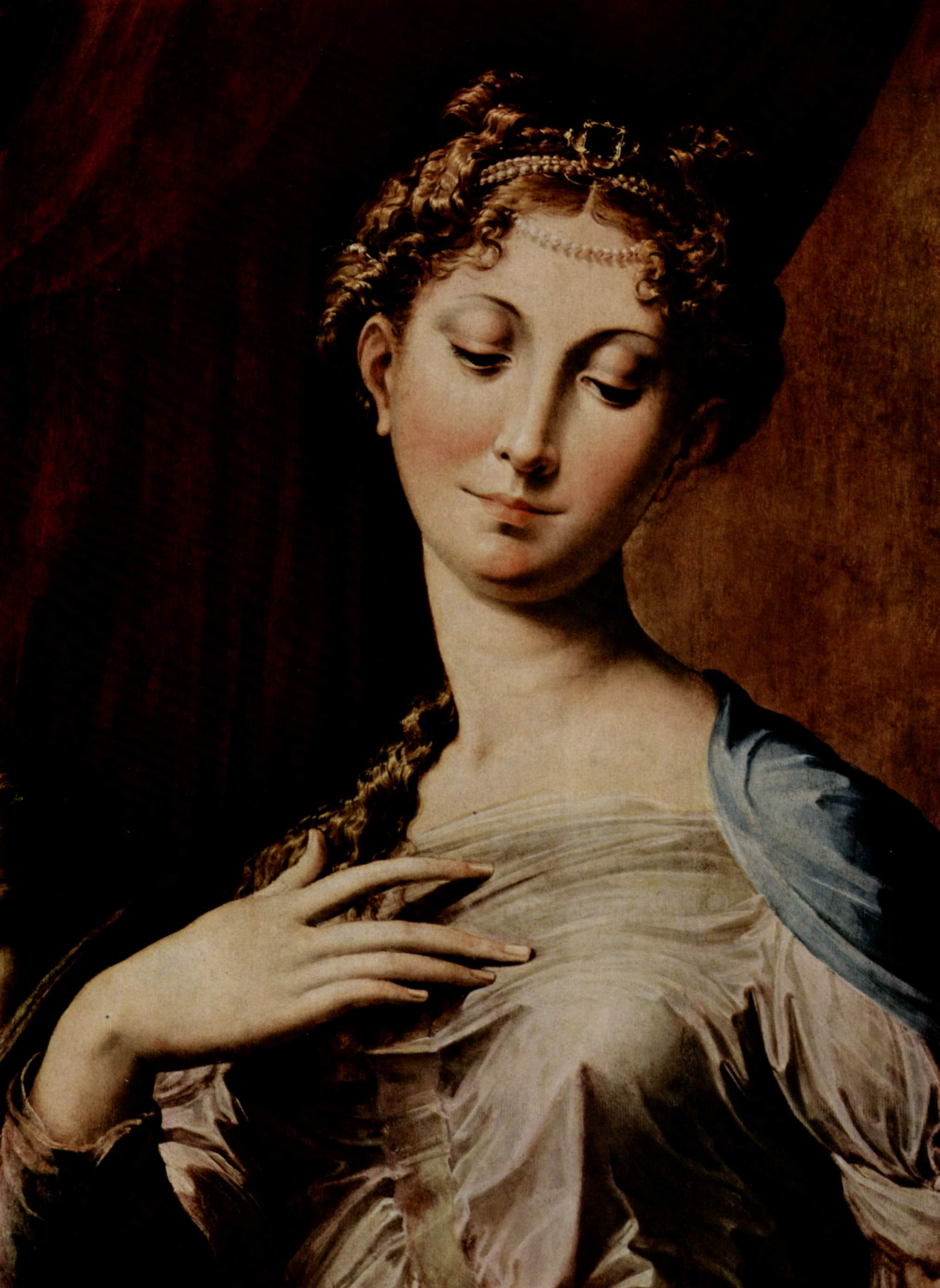
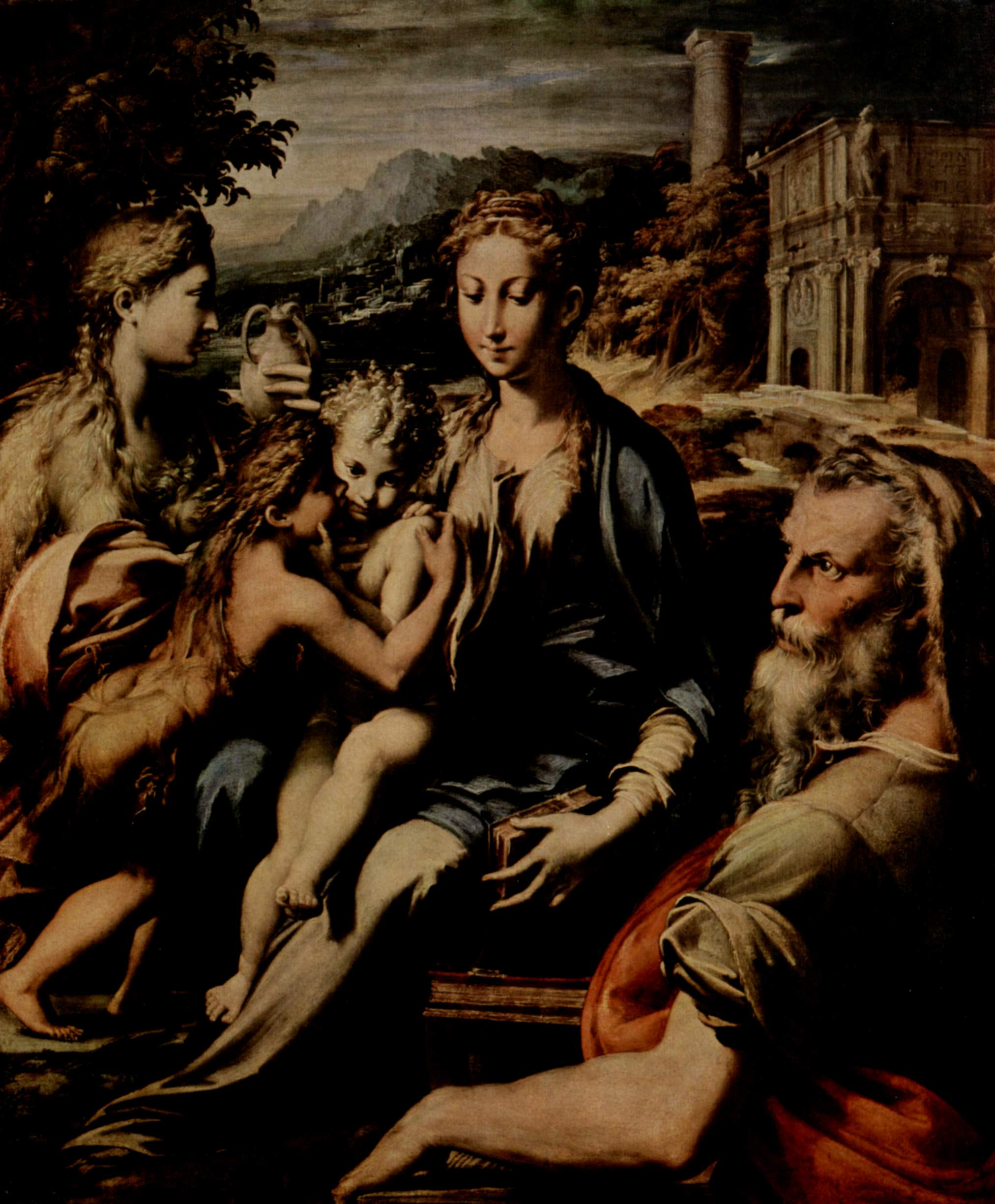
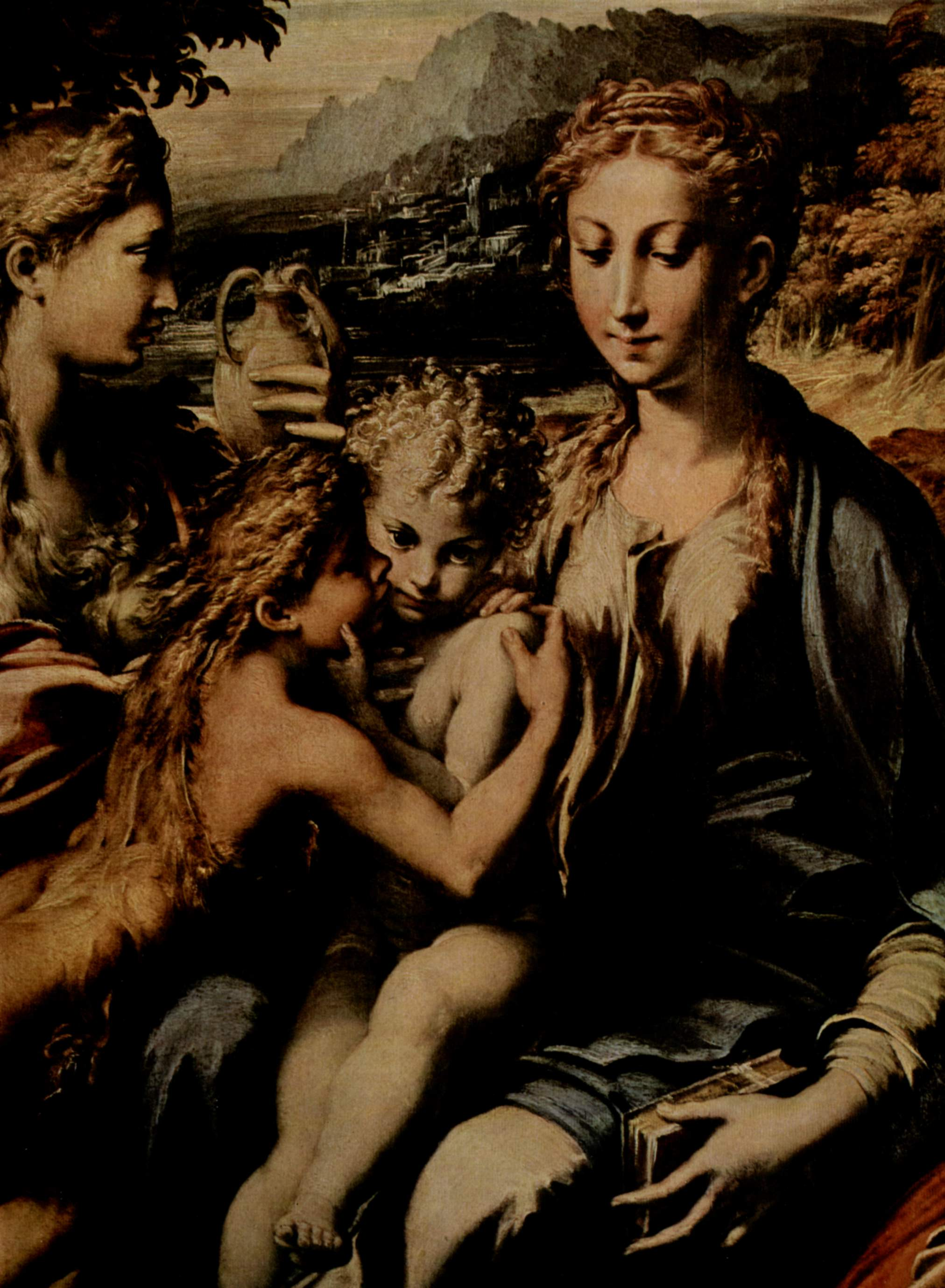
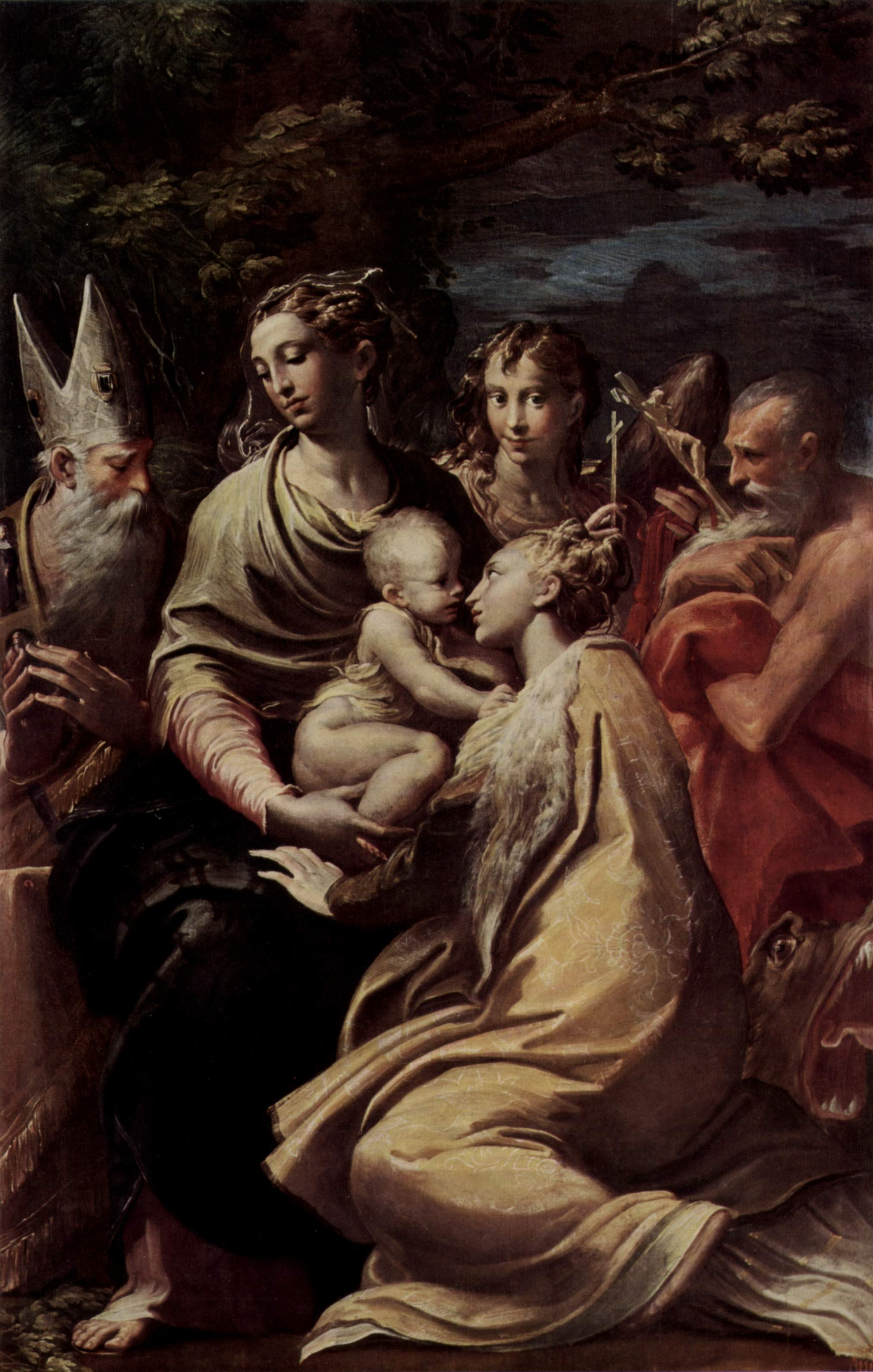
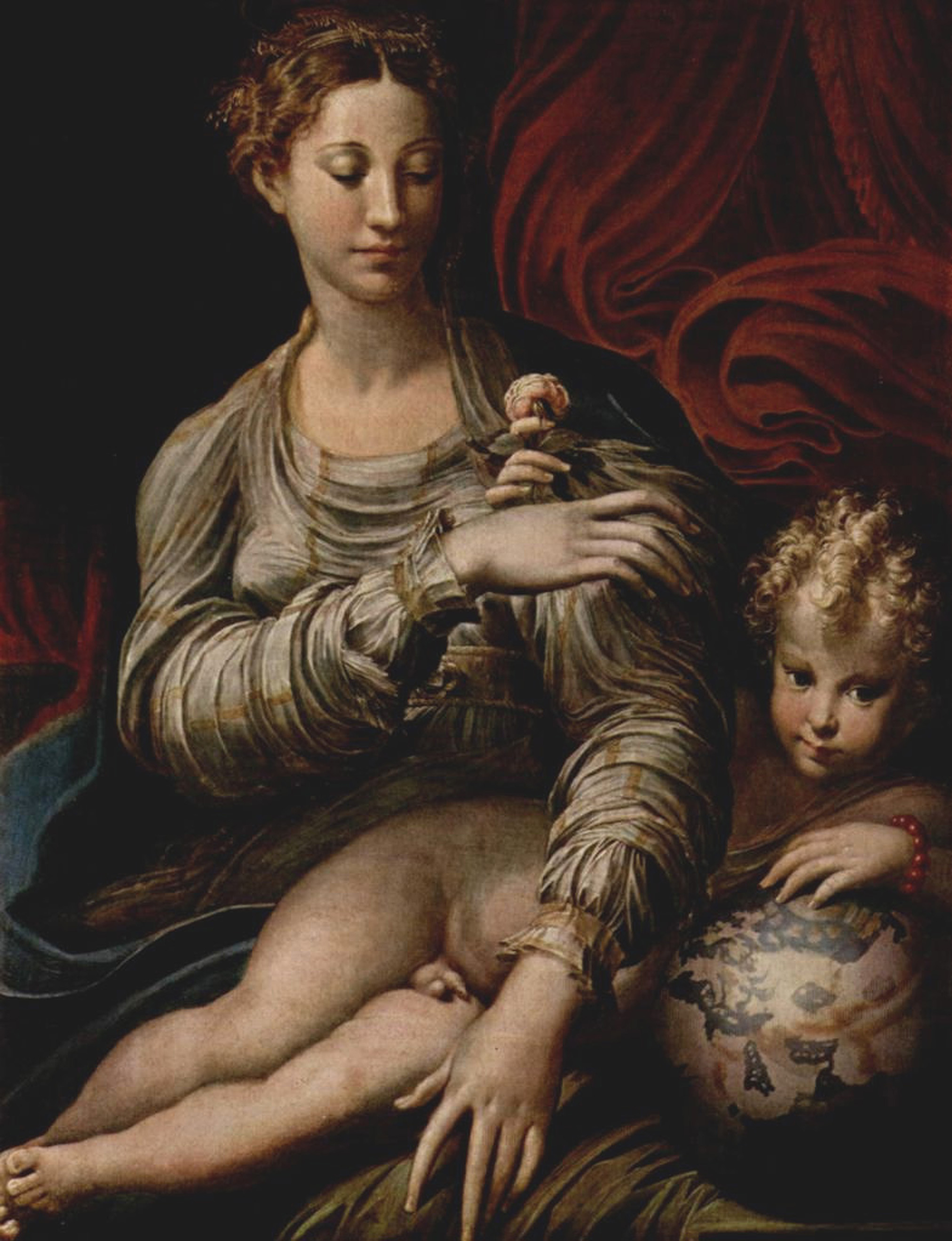
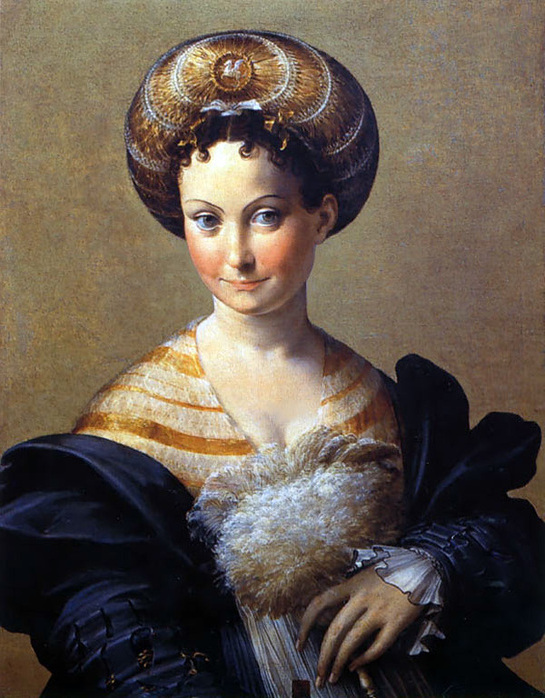
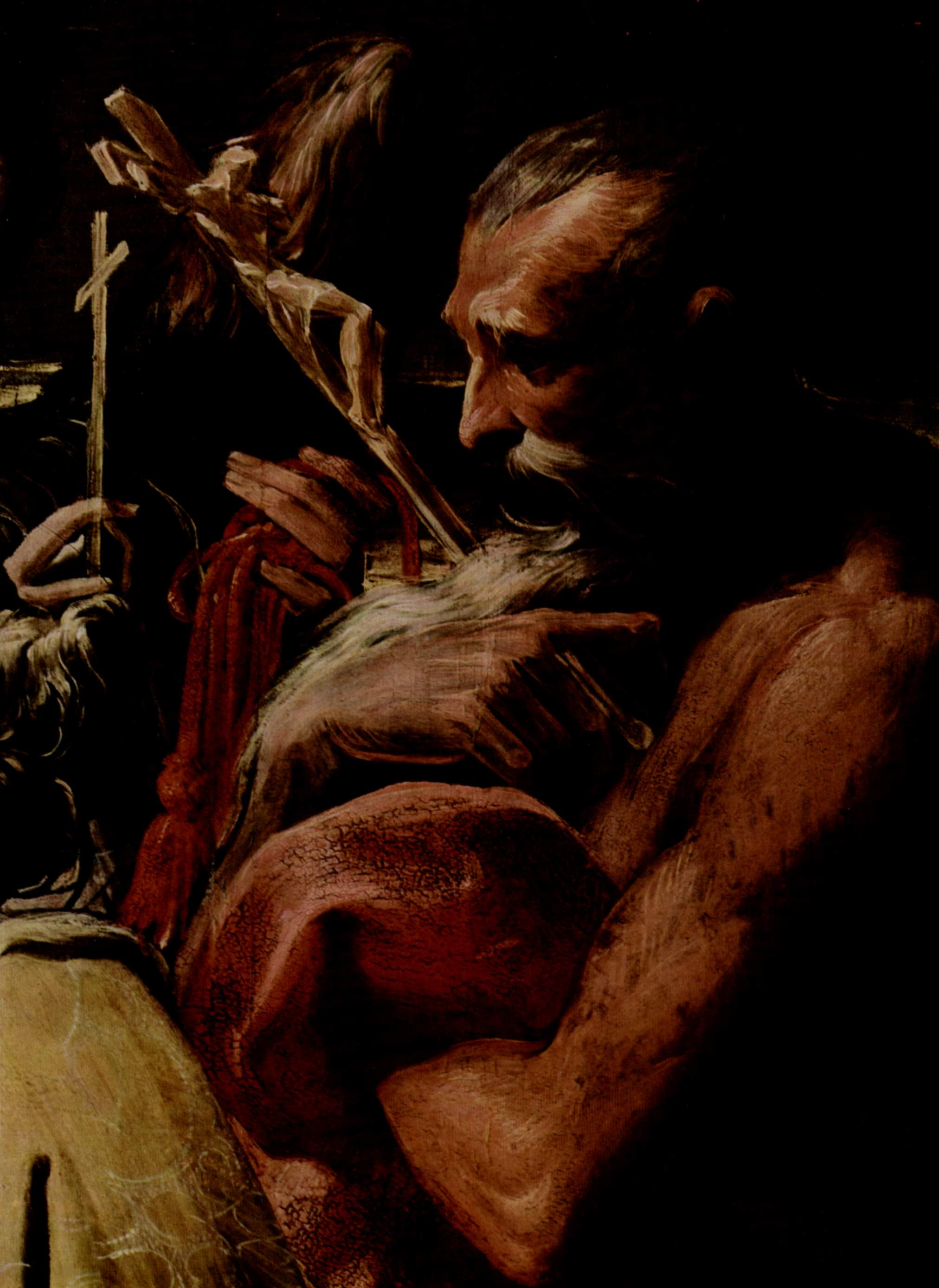
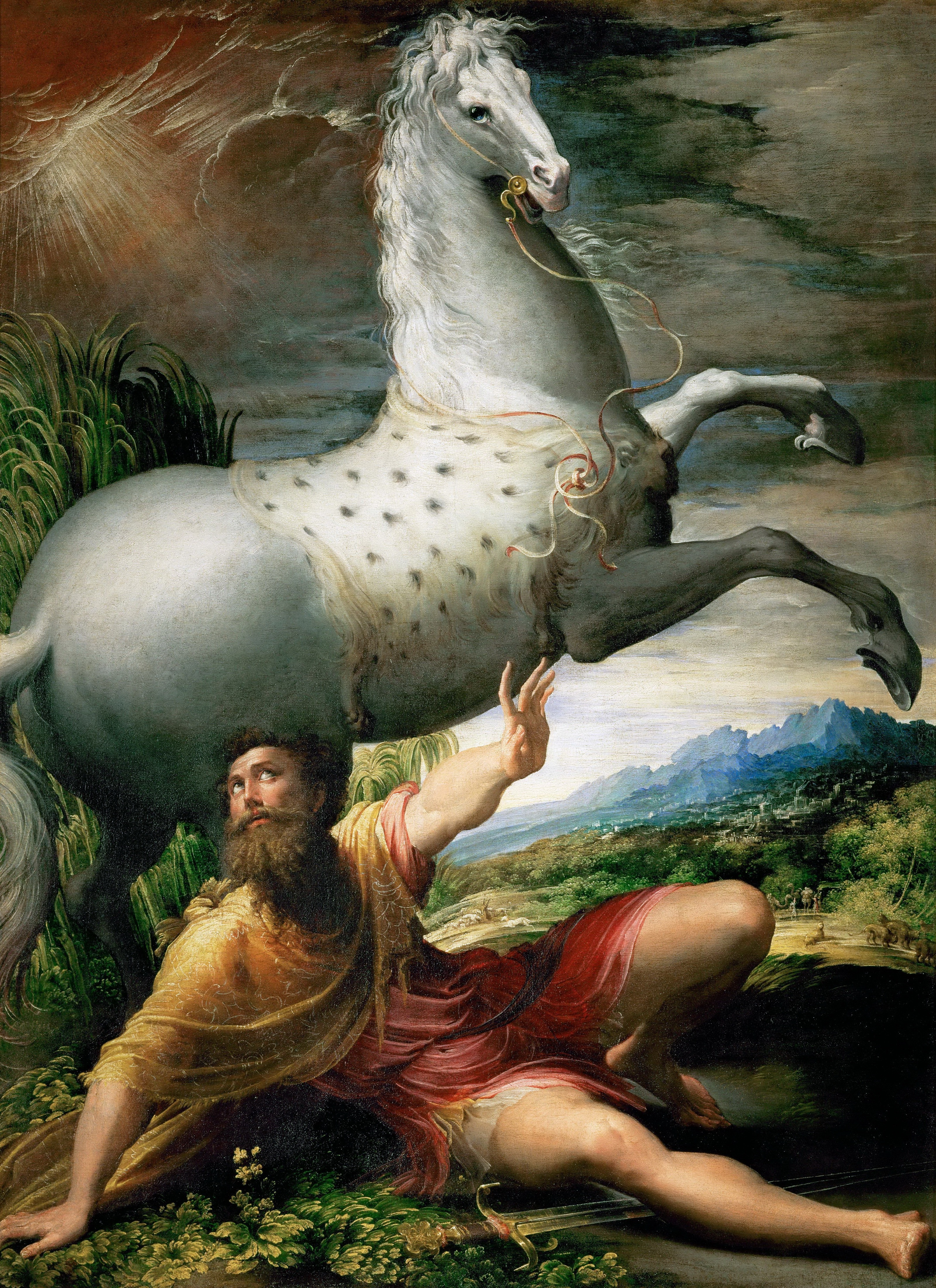
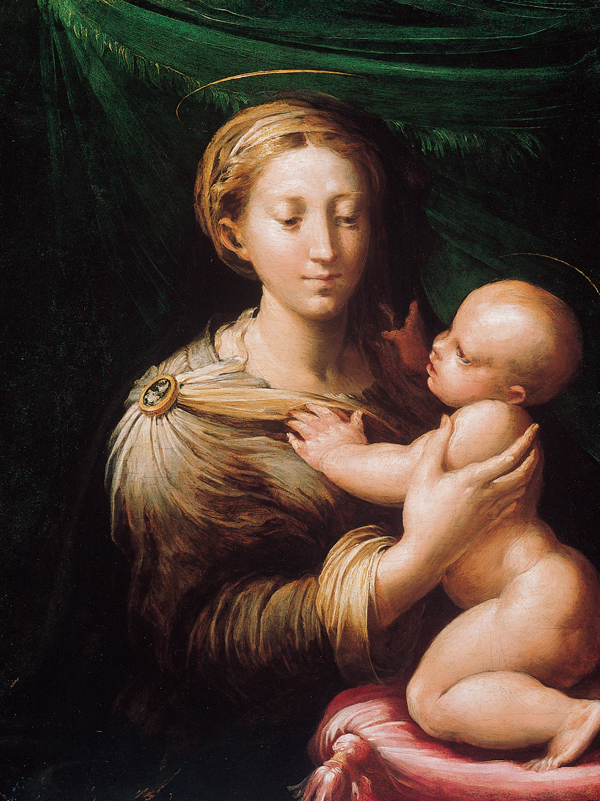
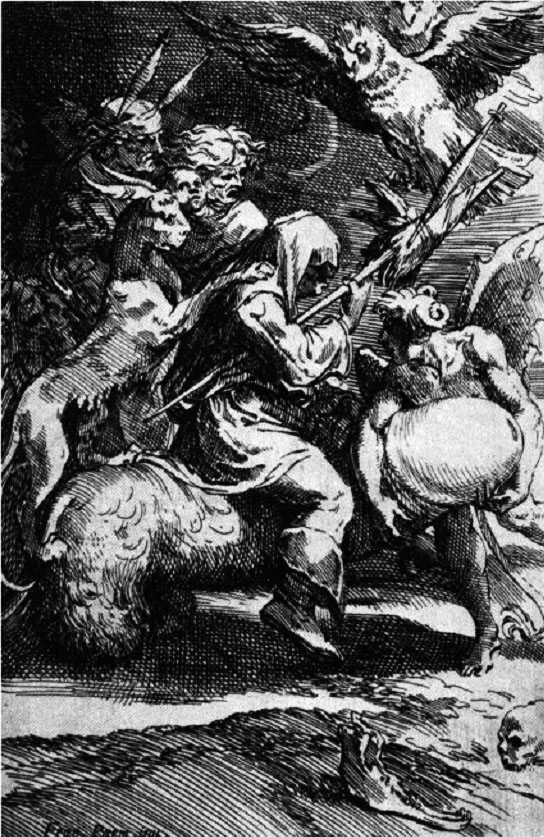

- Auckland Art Gallery Toi o Tāmaki: 1331
- Bibsys: 90942798
- Biblioteca Nacional de España: XX1081117
- Bibliothèque nationale de France: cb119729170 (data)
- Catàleg d'autoritats de noms i títols de Catalunya: 981058514045706706
- CiNii: DA07832351
- Gemeinsame Normdatei: 118641484
- International Standard Name Identifier: 0000 0001 2122 2460
- KulturNav: 9aec98b7-fab7-4cde-a8d4-fb641d647277
- Library of Congress Control Number: n79074516
- Nationale Bibliotheek van Letland: 000201044
- National Gallery of Victoria: 3878
- Nationale Bibliotheek van Tsjechië: js20030216024
- Nationale bibliotheek van Australië: 36403327
- Nationale Bibliotheek van Israël: 987007500815905171
- Nationale Bibliotheek van Polen: a0000001804347
- Nationale en Universitaire bibliotheek Zagreb: 000513573
- Nederlandse Thesaurus van Auteursnamen: 109747151
- Réseau des bibliothèques de Suisse occidentale: 02-A000112385
- RKD-Nederlands Instituut voor Kunstgeschiedenis: 61878
- Istituto Centrale per il Catalogo Unico: CFIV065097
- LIBRIS: 230832
- SNAC: w6cz4gsh
- Système universitaire de documentation: 027754154
- Museum of New Zealand Te Papa Tongarewa: 32125
- Trove: 1254192
- Union List of Artist Names: 500012615
- Virtual International Authority File: 17231857